# Guajajaras
Os guajajaras, também conhecidos como tenetearas, são um dos povos indígenas mais numerosos atualmente no Brasil. Habitam onze terras indígenas situadas no estado do Maranhão. Em 2010, sua população era de 23 949 pessoas.  A língua falada por eles é o teneteara, da família linguística tupi. O nome guajajara, pertencente a um dos mais populosos grupos indígenas do Brasil, significa "donos do cocar" e atendem por Tenetehára também, que significa "somos os seres humanos verdadeiros",
Sua história de mais de 380 anos de contato com os não índios foi marcada tanto por aproximações com os brancos como por recusas totais, submissões, revoltas e grandes tragédias. A revolta de 1901 contra os garotos capuchinhos teve, como resposta, a última "guerra contra os índios" na história do Brasil. Foram também conhecidos por muitos povos brasileiros como os "cuia de aço" por fazerem ferramentas excelentes para o trabalho. Se alimentam principalmente de caça e de frutas cultivadas por eles.
A língua guajajara pertence à família linguística tupi, sendo as línguas mais próximas o assurini (do Tocantins), o avá-canoeiro, o paracanã, o suruí (do Pará), o tapirapé e o tembé, que lhe é muito semelhante. Os guajajaras chamam sua língua de ze'egete ("a fala boa"). 

## Economia
A principal atividade de subsistência é a lavoura, sendo comum o plantio de mandioca, macaxeira, milho, arroz, abóbora, melancia, feijão, fava, inhame, cará, gergelim e amendoim. Na estação seca, de maio a novembro, são realizadas a broca, derrubada, queimada, coivara e limpeza, enquanto de novembro a fevereiro se faz o plantio e as capinas. As áreas plantadas por unidade residencial geralmente são pequenas: atualmente, elas variam de 1,25 a 3,55 hectares por unidade doméstica (entre 0,25 e 0,71 hectares por indivíduo). Esta variação depende principalmente do envolvimento das comunidades e dos indivíduos na  comercialização de produtos agrícolas.
Algumas aldeias têm grandes roças comunais preparadas para projetos comunitários, para plantar arroz e frutas para a comercialização. Em muitas roças, encontra-se uma planta ainda não identificada, chamada canapu pelos guajajara. Trata-se de um arbusto de cerca de 60 centímetros de altura que dá pequenas frutas amareladas, moles e cheias de pequenas sementes, de forma parecida a uvas. É interessante notar que esta planta não tem nenhuma função prática para os guajajara contemporâneos, mas eles relatam que era seu alimento em tempos míticos antes que Maíra, seu criador do mundo, os ensinasse a agricultura. É por causa desses relatos míticos que o canapu não é arrancado durante a "limpeza" da roça.
A pesca é mais praticada pelas aldeias ribeirinhas. Os guajajara costumam pescar cerca de 36 espécies diferentes, sendo o cará, o cascudo, a lampreia, o mandi, o pacu, o piau e a traíra as mais comuns. Nos últimos anos, no entanto, foram construídos, em diversos projetos comunitários, pequenos açudes perto de algumas aldeias que ficam  permitem tanto a pesca de subsistência quanto a comercial. Durante as últimas décadas, a caça tornou-se uma atividade cada vez menos produtiva por causa da concorrência dos brancos e das limitações das áreas. Os guajajara caçam tradicionalmente mais de 56 espécies, sendo as mais comuns o caititu, a cutia, o jacamim, o jacu, a queixada e diversas espécies de macacos e tatus. Em uma parte das terras guajajara, a caça voltou a ser mais produtiva durante os anos 1990, depois de serem iniciados controles mais eficientes dos limites das terras pelos próprios índios.
A coleta ainda é praticada por quase todos os guajajaras. As atividades de coleta, no entanto, estão sendo substituídas cada vez mais pela fruticultura nas aldeias e roças. Atualmente os guajajara plantam cerca de 30 tipos de fruteiras e palmeiras. O único produto florestal ainda coletado em maiores quantidades para fins comerciais é o mel.
As relações econômicas com os brancos baseiam-se tanto em trocas materiais quanto monetárias. As fontes de renda mais comuns são a comercialização de produtos agrícolas, a venda de artesanato e trabalhos temporários (para os colonos) ou permanentes (para a Fundação Nacional do Índio). Um problema muito grave é a comercialização predatória dos recursos naturais das áreas por concessões a madeireiras e caçadores, de modo a obter pequenos lucros em curto prazo para, por exemplo, comprar os remédios não fornecidos pelos serviços governamentais deficientes.

## Organização social e política

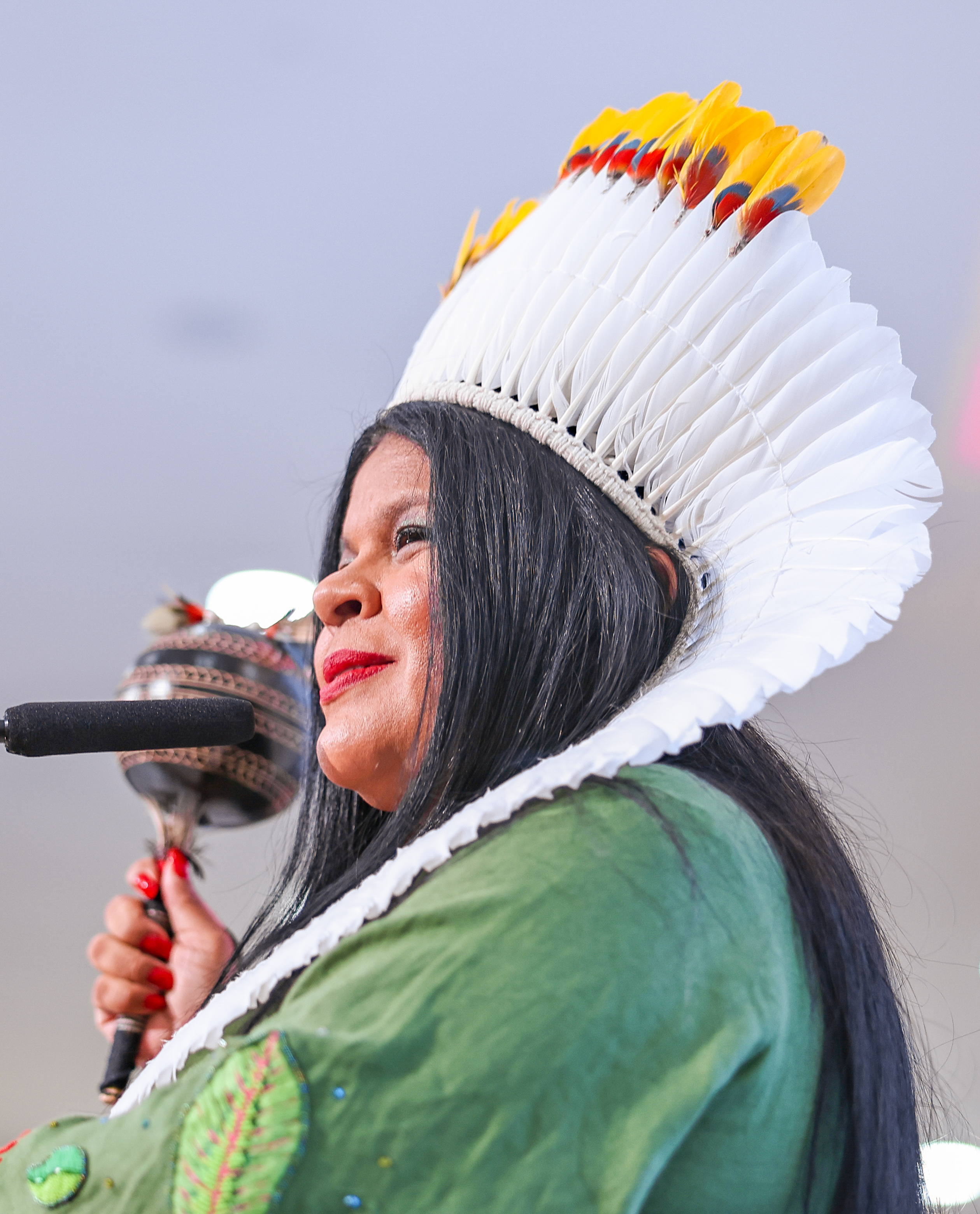
Sônia Bone Guajajara: liderança indígena candidata à vice presidência da República em 2018 pelo PSOL; eleita deputada federal em 2022; e atualmente ministra dos Povos Indígenas.

Atualmente, as aldeias não mais tomam nenhuma forma típica: são compridas (ao longo de caminhos), redondas ou quadrangulares. Localizam-se de preferência à beira de rios ou, na falta de cursos d'água, perto de lagoas na mata. A proximidade de uma estrada pode ser outro fator atraente: para se vender artesanato, por exemplo.
As aldeias, antigamente muito pequenas e de existência temporária, hoje em dia são permanentes e poucas vezes transferidas. Podem ser constituídas por uma única família, mas em alguns casos podem ter até 400 ou mais moradores. As casas, construídas no estilo regional camponês, em geral são habitadas por famílias nucleares. As aldeias costumam manter sua independência e poucas vezes formam coligações regionais, mas existem diversas relações de parentesco, matrimoniais e rituais entre as comunidades.
O sistema de parentesco e as formas de casamento destacam-se pela flexibilidade em estabelecer e aproveitar relações. A unidade mais importante é a família extensa, que é composta por um número de famílias nucleares unidas entre si por laços de parentesco. Trata-se, em essência, de um grupo de mulheres aparentadas e sob a liderança de um homem. Não há metades, clãs ou linhagens, nem qualquer direito ou obrigação que se transmita por uma linha de descendência específica.
A residência pós-nupcial é com os pais da mulher (uxorilocalidade), pelo menos temporariamente. Muitos chefes de família extensa procuram manter o maior número de mulheres junto de si, até adotando as filhas de homens falecidos que eles costumavam chamar de "irmãos". Eles tentam arranjar casamentos para essas moças para assim conseguir genros, que devem viver pelo menos um ou dois anos junto aos sogros, prestando vários tipos de serviço. Se o chefe de família tem bastante prestígio, consegue que os genros se fixem definitivamente com ele, aumentando, desse modo, o número de colaboradores e angariando co-partidários para formar uma facção na aldeia.
A chefia, sem regras fixas para se estabelecer, sofreu algumas mudanças com a política indigenista. Os principais critérios tradicionais para assumir a liderança (qualidades individuais e uma base de (índios guajajaras) ficaram menos importantes, comparados com as exigências de saber lidar com o mundo dos brancos. Isto diz respeito, em primeiro lugar, à capacidade de se relacionar com os órgãos governamentais e tirar vantagens disto para a comunidade local, e à qualidades individuais (conhecimentos do português e talento diplomático, entre outras).
Cada aldeia tem seu próprio cacique ou capitão, mas há aldeias com mais de um por causa das rivalidades entre várias famílias extensas. Alguns caciques tentam estender sua influência às aldeias vizinhas, mas sua autoridade é muito instável e pode ser contestada a qualquer instante pelos concorrentes da própria aldeia. Neste jogo pelo poder, o órgão indigenista costuma intervir para promover seus próprios protegidos, que podem ser personagens fracos, sem base verdadeira nas aldeias.
De certa forma, Guajajara possuem a sua cultura tradicionalista, acerca de seus ancestrais, prezando por todo conhecimento adquirido entre eles. De um tempo pra cá, abandonaram um pouco de seus costumes, para aprender coisas novas, incentivo da concepção do novo, para povos que vem e um poder de pensamento do mesmo conteúdo.

## Conflito com os brancos
O território histórico dos guajajaras, no estado do Maranhão, sempre foi muito cobiçado tanto pelas lideranças políticas para assentamento de colonos quanto pelas empresas agropecuárias. Em 1975, após várias tentativas de resolver as invasões em suas terras, 200 guajajaras invadiram o povoado de Marajá. Na ação, expulsaram 83 colonos e queimaram suas residências. Como resultado inesperado, ocorreram 2 mortes dentre os colonos.
Normalmente os confrontos armados ocorrem pela participação de pessoas que só pensam no capital que irão receber. Desde os anos 2000 houve 49 mortes, mas até hoje nenhum caso foi solucionado.

### Resistência em Alto Alegre
A resistência Guajajara em Alto Alegre, no estado do Maranhão, aconteceu em 1901 e é lembrada até os dias de hoje. Começa em 1895 quando os capuchinhos italianos chegaram em Barra do Corda (centro-sul do Maranhão) para exercerem atividades missionárias no contexto da política indigenista dos primórdios da República no Brasil. O objetivo dos capuchinhos era catequese e civilização dos índios, colocando o cristianismo em prática entre a população indígena e também sertaneja. 
Na cidade de Barra do Corda, os capuchinhos fundaram um internato (colégio) para meninos e jovens indígenas. Depois disso, eles compraram terras situadas entre Barra do Corda e Grajaú e criaram a colônia indígena de São José da Providência. Nessa colônia implantaram um colégio para meninas e moças indígenas. Nos internatos capuchinhos as crianças eram instruídas, evangelizadas e educadas em uma perspectiva muito diferente do cotidiano indígena.  Mas o maior problema é que eles recrutavam as crianças das aldeias muitas vezes à força.
Na colônia, além de trabalhos agrícolas e outros serviços, os indígenas adultos participavam de missas, terços e aulas de catecismo, pois os capuchinhos impunham seus rituais e conceitos cristãos. Esse tipo de aculturação foi gerando muito descontentamento entre os indígenas e o nascimento de um movimento insurrecional conhecido como Massacre de Alto Alegre. 
Essa rebelião teve início no dia 13 de março de 1901 quando centenas de indígenas atacaram a Colônia de Alto Alegre e em seguida as fazendas circunvizinhas, tomando posse das terras que pertenciam aos seus antepassados. Esse movimento durou alguns meses até que a força militar conseguisse prender as lideranças. Houve centenas de mortes de indígenas e não indígenas.
Entre as lideranças indígenas que viviam na Colônia de Alto Alegre e participaram da rebelião estava João Caboré ou Cauiré Imana (seu nome indígena). Segundo o livro de Olímpio Cruz, publicado em 1982, Cauiré era um dos mais bravos guerreiros do povo Guajajara. Nascido na aldeia Jacaré, foi um tuxaua (chefe de uma aldeia) muito valente e astuto, e sonhava com a libertação de seu povo que historicamente era ameaçado com a escravização e perda de terras. Na época da rebelião de Alto Alegre sua idade aparente era em torno dos 40 anos.
Ainda segundo Olímpio Cruz, Cauiré era um importante líder, por isso ganhou grande destaque no feito da missão dos capuchinhos. O próprio Cauiré teria sido o artífice do levante dos indígenas, que originou várias memórias locais. De fato, Cauiré é considerado o principal líder da rebelião de Alto Alegre.
A rebelião de Alto Alegre ocorreu porque os indígenas não aceitaram a colônia (redução) criada pelos frades. E também porque queriam de volta as terras da colônia e das fazendas ao redor que pertenciam aos seus ancestrais segundo constatou Claudio Zannoni em suas pesquisas.
Além disso, o Instituto de Pesquisas Econômicas e Sociais do Maranhão (IPES) aponta como causa imediata da rebelião o fato de Cauiré ser acusado pelos frades de bigamia. Ele separou-se de sua esposa com quem tinha um matrimônio cristão e uniu-se com outra mulher. Foi preso pela guarda indígena que existia na colônia dos frades. Nisso, Cauiré foi punido e ficou detido durante quatro semanas.
Após esse fato, encaminhou-se para São Luís a fim de denunciar a violência que sofreu às autoridades e ao próprio governador. Dessa forma, a agressão sofrida por Cauiré particularmente se tornou um dos motivos fortes para a organização de uma rebelião. Vale comentar que essa pesquisa do IPES foi redimensionada em livro. 
Aproximadamente no final de maio de 1901, quando a rebelião foi contida, Cauiré foi preso juntamente com os outros líderes que o apoiaram. Olímpio Cruz afirma que ele foi o primeiro a ser ouvido nos longos interrogatórios e o mais acusado por ser considerado a cabeça do movimento. Cauiré faleceu no mesmo ano de sua prisão, sendo vítima de febre palude. Mas também dizem que sua morte pode estar envolvida com as agressões sofridas na cela. O memorialista Olímpio Cruz é partidário da versão de que Caiuré sofreu maus tratos na prisão. 
Sem dúvida, Cauiré foi um grande líder local e articulador da revolta. Mas ele não foi o único haja vista que é demonstrada nos jornais da época a presença de outros líderes. Na verdade, os eventos de Alto Alegre foram noticiados pelo Jornal O Norte, de Barra do Corda, sendo que os trechos referentes à rebelião foram copilados pelo pesquisador Claudio Zannoni em 1994. 
Lendo os trechos do jornal O Norte copilados por Zannoni vemos alguns nomes das seguintes lideranças indígenas: Manoel Justino, Jorge Mariano, Pedro, Chitão, Fortunato, João Cesário, Serafim, José Lima e suas companheiras. Aparece também um indígena chamado Luizão que teria dito no inquérito policial que estava doente enquanto acontecia o conflito e por isso não esteve presente. Mas Luizão declarou que Manoel Justino era responsável pelo que houve com Urçula.
Urçula era uma cristã que vivia no colégio das meninas e foi retida pelos indígenas até ser localizada pelos militares e encaminhada para a casa de seus parentes em Barra do Corda. Há notícias de que outras meninas cristãs também foram retidas pelos indígenas, algumas são tidas como desaparecidas.
O Jornal O Norte noticiou também a declaração do indígena José Vianna que teria sido contra a rebelião. Relata que ele foi o primeiro a levar pessoalmente a notícia da revolta para Barra do Corda, deixando o povo de sobreaviso. Voltando a sua aldeia, José Viana teria denunciado a presença do líder Pedro nesse lugar. José Vianna foi um vigilante em favor dos cristãos, diz o jornal. 

### Memórias
O ocorrido em Alto Alegre tornou se grande destaque na história maranhense e pode ser considerado como uma das mais incríveis histórias dos povos indígenas. Narrativas diversas surgiram após o ataque contra a missão e as fazendas próximas, mas muitas delas colocaram os indígenas como vilões da história. Contudo, é preciso considerar outras memórias a partir do ponto de vista indígena.
Mundico Carvalho (antigo Guajajara da Aldeia Olho d’Água) era um guardião da memória da revolta de Alto Alegre. Contribuiu com uma entrevista concedida à equipe de pesquisadores do Instituto de Pesquisas Econômicas e Sociais do Maranhão. Nessa entrevista, Mundico relatou que conviveu com vários parentes que foram afetados pela rebelião de Alto Alegre, trazendo sequelas incuráveis das agressões psicológicas e físicas que sofreram ao longo de sua vida na colônia e no período de enfrentamento da perseguição militar.
Ele contou que escutou muita coisa sobre a guarda indígena criada pelos capuchinhos na Colônia de Alto Alegre. Disse que a guarda era para capturar índios que fugiam da missão e trazê-los de volta. E isso gerava insatisfação, pois os indígenas eram alvos de punição. Relata também com bastante ênfase como as crianças indígenas eram tratadas durante as visitas dos missionários e de seus funcionários às aldeias.
Segundo o citado, “Eles já logo começando a tomar os cabloquinhos à força. Botavam um empregado deles - Atanásio, que era o carpinteiro dos padres, botavam ele assim pra ir nas aldeias. Entoce o índio quando vê caraí [branco] chegar assim, na aldeia, ajunta tanta criança... que Atanásio pegava, apartava os indiozinhos, enganando, até que terminasse. Os que queriam ir, ele levava pra ele. Mas ele conseguia tomando à força, à força. Agora, uma índia descansava, ele apanhava a criança molinha e levava pra lá. Lá nem pai nem mãe não via mais aquela criança”. Mundico Carvalho também contou que na Colônia de Alto Alegre os indígenas adoeciam em decorrência de epidemias como o sarampo e as crianças eram as maiores vítimas. 
Ainda lembrou que, após a rebelião e perseguição policial, alguns de seus parentes ficaram com fragmentos de bala em todo corpo devido aos disparos. Disse ele: “Quando cheguei aqui nesse município de Barra do Corda, diversas vezes apreciei noites em que eles contavam. Ainda vi índio ferido de bala, ainda vi índio ferido com caroço de chumbo na perna deles, no braço, ainda vi”.
Um pouco distante de Barra do Corda estavam outros parentes de Caiuré, pois após a rebelião alguns de seus descendentes encontraram abrigo nas terras de Grajáu, no lugar chamado Bacurizinho, onde está hoje a Terra Indígena do mesmo nome. Nesse território foram encontrados os netos de Cauiré: Acelina Mendes Guajajara e Zezinho Mendes Guajajara. Ela nasceu na aldeia Talhada em 10 de agosto de 1937 e viveu na Aldeia Cocalinho. Ele também nasceu na mesma aldeia, provavelmente em 1939/40, e viveu na Aldeia de Nazaré como cacique. Não tiveram a oportunidade de conhecer seu avô Cauiré, mas cresceram ouvindo muitas histórias sobre ele.
Os episódios referentes à rebelião de Alto Alegre são compreendidos por Zezinho como algo que “não era para ser desse jeito, mas como não tinha outro jeito... aí aconteceu”. Já Acelina contou: “Eu não conheci meu avô Cauiré, nem minha mãe chegou a conhecer bem o pai dela porque logo depois do conflito eles pegaram ele e levaram para Barra do Corda. Naquele tempo, meu avô avisava o pessoal das aldeias que vinha perseguição, alguns não acreditavam e eram pegos. Meus parentes passaram a vida escondidos, e nós também, com medo do pessoal. Iam sempre para mais longe. Tinha um cacique que vigiava e sempre avisava para nós irmos mais para as matas”.
Por sua vez, Zezinho disse que: “A família do meu avô Cauiré veio prá cá e se instalou aqui, mas o resto da família ficou em Alto Alegre. Eu tenho vontade de conhecer o resto do pessoal que ficou em Alto Alegre. Desde que aconteceu o conflito nós nunca mais fomos para lá. Porque a mãe falava que lá era perigoso.  __ Lá o pessoal era tudo... Por isso eu vim embora de lá [dizia ela]. Teve uma das primas dela que foi a Alto Alegre e quebrou a perna e lá foi morta... Os outros correram, um veio para cá e outro seguiu para o rumo da Língua Comprida”.

## Cosmologia, mitologia e mitos
A cosmologia tradicional é a típica dos povos tupi-guaranis, distinguindo-se quatro categorias de seres sobrenaturais, que recebem a designação genérica de karowara:
1. os criadores ou heróis culturais, responsáveis pela criação e transformação do mundo, sendo Maíra e os gêmeos Maíra-ira e Mucura-ira os mais importantes e Zurupari, o criador das pragas e dos insetos, das cobras peçonhentas e aranhas, um herói cultural muito temido;
2. os "donos" das florestas (Ka'a'zar), das águas (Y'zar), das caças (Miar'i'zar) e das árvores (Wira'zar), que são hostis e muito temidos por seu poder maligno;
3. os azang, espíritos errantes dos mortos.

Muitos guajajaras não acreditam mais nestes seres, por causa das atividades missionárias. A mitologia guajajara mistura motivos tupis, europeus e africanos. Há, por exemplo, um mito com o motivo da Gata Borralheira e a figura do Zurupari. Existem três categorias principais de mitos:
1. mitos de heróis culturais;
2. mitos que apontam uma moral;
3. mitos de animais. Em todos os mitos registrados até agora, destaca-se o papel de Maíra. Um mito muito importante para explicar o mundo do ponto de vista dos guajajara é o dos gêmeos Maíra-ira e Mucura-ira.

O motivo mítico dos gêmeos é comum entre diversos povos tupis. Para os guajajaras, eles são heróis culturais, ao lado de Maíra-pai, embora não tenham o mesmo pai. Enquanto Maíra-ira tem origem divina, Mucura-ira tem origem animal, como seu pai. O mito relata sua odisseia por um mundo cheio de desafios e perigos, desde os primeiros momentos dentro da barriga da mãe até o encontro final com Maíra. O maior desafio é sua sobrevivência entre as onças, que são canibais e matam a mãe dos dois, mas os gêmeos se vingam delas brutalmente. No decorrer dos anos, os dois aprendem superar todos os perigos naturais e supernaturais, mas Mucura-ira sofre mais devido a sua natureza humana.
O mito é cheio de alusões à vida cotidiana dos guajajaras e explica grande parte de seu mundo, como, por exemplo, a "condenação" dos guajajara à agricultura por Maíra por causa de um "pecado original", como um momento de desconfiança dos poderes de Maíra por parte de uma mulher. Mas ele também pode ser interpretado em termos dos conflitos apresentados e superados como representação mítica dos conflitos dentro da sociedade guajajara e com outros povos.
Os grandes rituais tradicionais estão em decadência por muito tempo. Antigamente, o mais importante era a Festa do Mel (zemuishi-ohaw), realizada em setembro ou outubro, durante a estação seca, e que exigia vários meses para ser preparada. Ela desempenhava um papel muito importante nas boas relações entre as aldeias, mas atualmente é celebrada raramente e apenas em poucas aldeias.
A Festa do Milho (awashire-wehuhau), também chamada a "festa do pajé", realizava-se todos os anos na época das chuvas, durante o período de crescimento desse vegetal. Seu propósito era garantir uma boa colheita e proteger o milho contra as ações dos azang. Por isso, sua principal característica era a pajelança.
O rito do Moqueado, realizado na mesma ocasião como parte da Festa do Milho, marcava o final da puberdade para os adolescentes participantes. O moqueado ainda é praticado em intervalos irregulares, mas tornou-se meio profano, muitas vezes só restando a parte culinária do rito para acompanhar reuniões políticas.
Entre as causas principais do abandono dessas festas, figuram a falta de tempo para prepará-las e realizá-las, considerando a integração dos guajajaras na economia regional, além do esquecimento de muitos cantos xamânicos.
O ciclo de vida de uma pessoa ainda costuma ser acompanhado por uma série de rituais. Entre estes, os rituais de iniciação, em particular os das meninas, são os mais vistosos e ricos de significados. Além disso, há uma série de rituais para pedir permissão a Maíra para plantar, a Miar'i'zar para caçar e a Y'zar para pescar.

## Xamanismo
O xamanismo também está em decadência. Em algumas aldeias, nem existe mais. Antigamente, a maioria dos homens tentava, a qualquer custo, ser pajé, mas poucos tinham sucesso e ganhavam fama. O poder e a reputação dos pajés dependiam do número de seres sobrenaturais que eles sabiam "chamar". Pajés muito reconhecidos podiam se tornar também líderes poderosos.
A pajelança é uma atividade quase exclusivamente masculina. A função principal dos pajés ainda é curar e celebrar as festas de Maíra e da "mesada", um ritual de oferendas em favor de pessoas doentes. A pajelança costuma ser vista como ambígua, porque os poderes dos xamãs podem ser usados para objetivos tanto positivos quanto negativos.